# Conor Clifford
Conor Paul Clifford (* 1. Oktober 1991 in Dublin) ist ein irischer Fußballspieler, der aktuell für St Patrick’s Athletic spielt.

## Karriere

### Verein
Conor Clifford begann seine Karriere in der Jugend von Crumlin United, wo er bis 2007 aktiv war. 2007 wechselte er nach England und kam in die Jugendakademie des FC Chelsea. Im Juni 2008 bekam er ein Vollzeitstipendium. Während der Saison 2009/10 führte er die Akademiemannschaft von Chelsea als Kapitän an. Auch beim Sieg des FA Youth Cup im Finale gegen Aston Villa, wo er beim 2:1-Sieg ein Tor erzielte. Chelsea gewann den Titel zum ersten Mal seit 1961. Im Oktober 2010 wurde er für einen Monat an Plymouth Argyle ausgeliehen. Nur einen Tag später bestritt er beim 2:1-Sieg gegen Huddersfield Town sein Debüt für Plymouth und damit sein erstes Profispiel überhaupt. Im November wurde seine Leihe verlängert, erst im Dezember kehrte er mit sieben Ligaspielen nach Chelsea zurück. Beide Vereine hatten einer weiteren Leihfrist zugestimmt, doch die finanziellen Probleme des Vereins ließen eine weitere Leihe scheitern.
Am 11. Februar 2011 wurde er für einen Monat an Notts County aus der Football League One verliehen. Nach neun Ligaeinsätzen kehrte er am 7. April zurück zu den „Blues“.
Im November 2011 wurde er für einen Monat an Yeovil Town ausgeliehen und erzielte in seinem ersten FA-Cup-Spiel gegen Fleetwood Town (2:2) einen Treffer. Im Dezember wurde die Leihfrist um einen weiteren Monat verlängert. Zur Saison 2012/13 wurde Clifford für einen Monat an den FC Portsmouth verliehen. Sein Debüt absolvierte er beim 1:1-Unentschieden gegen den AFC Bournemouth und in seinem zweiten Spiel erzielte er gleich ein Tor gegen Carlisle United. Jedoch entschied man sich gegen eine Verlängerung der Leihfrist.
Im Januar 2013 wurde er beim FC Chelsea entlassen. Nach seiner Entlassung trainierte er bei Leicester City und erzielte in einem U21-Spiel gegen Birmingham City den 2:1-Siegtreffer. Am 9. März unterschrieb er einen Vertrag bis zum Saisonende, doch ohne ein einziges Spiel für die Profimannschaft zu absolvieren, verließ er am Saisonende den Verein.
Am 1. August 2013 unterschrieb er einen Zwei-Jahres-Vertrag beim Viertligisten Southend United. Clifford debütierte im Saisoneröffnungsspiel gegen Plymouth Argyle und erzielte sein erstes Ligator am 5. Oktober beim 2:0-Sieg über Oxford United. Zur Saison 2015/16 wechselte er zu Boreham Wood in die sechstklassige Conference South. Anfang 2017 folgte ein einjähriges Gastspiel bei Dundalk FC und anschließend ein halbes Jahr der Vereinslosigkeit. Er wechselte im Juli 2018 zu St Patrick’s Athletic, hatte davor aber auch noch drei Monate für Limerick FC gespielt.

### Nationalmannschaft
Clifford spielte für die irische U-17- und U-19-Nationalmannschaft. Seit 2009 ist er für die U-21-Nationalmannschaft aktiv. Vom irischen Verband wurde Clifford als U-16-Spieler des Jahres 2006 und als U-19-Spieler 2010 ausgezeichnet.

## Titel und Erfolge
- FA Youth Cup: 2010